# Llista de Creus de Sant Jordi/1993/Entitats

#### Entitats
Informació actualitzada per un bot. Els canvis manuals es perdran quan s'actualitzi!
| Entitat                                           | Wikidata  | Descripció | Imatge |
| ------------------------------------------------- | --------- | --- | ------ |
| Castellers de Vilafranca                          | Q1048786  | Colla Castellera |        |
| Cercle Artístic de Sant Lluc                      | Q4892714  | centre de pràctica artística i foment cultural |        |
| Minyons de Terrassa                               | Q5636968  | colla castellera de Terrassa |        |
| Casal Català de Montevideo                        | Q8341875  | entitat cultural fundada el 1926 |        |
| Cova del Drac                                     | Q9018451  | edifici de Barcelona |        |
| Justícia i Pau                                    | Q11906990 | organització sense ànim de lucre de promoció i defensa dels drets humans, la justícia social, la pau i el desarmament, la solidaritat i el respecte al medi ambient |        |
| Colla Joves Xiquets de Valls                      | Q11914607 | colla castellera |        |
| Colla Vella dels Xiquets de Valls                 | Q11914613 | colla castellera de Valls |        |
| Federació de Cristians de Catalunya               | Q11921690 | |        |
| Polifònica de Puig-reig                           | Q11942202 | |        |
| Societat de Beneficència de Naturals de Catalunya | Q11950028 | ciutat vella de l'Havana, Cuba |        |
| Centre Comarcal Lleidatà                          | Q20100413 | entitat cultural a Barcelona |        |